# Youngblood (album de 5 Seconds of Summer)
Pour les articles homonymes, voir Youngblood.
Albums de 5 Seconds of Summer
Sounds Good Feels Good
(2015)
Youngblood est le troisième album studio australien du groupe de pop rock 5 Seconds of Summer. L'album était initialement prévu pour le 22 juin 2018, mais sa sortie est avancée au 15 juin. En soutien de l'album, le groupe se produit dans la tournée appelée le Meet You There Tour. Aux États-Unis, l'album est disponible en quatre éditions, chacune présentant le visage d'un des quatre membres du groupe sur la couverture.
L'album contient les singles Want You Back,Youngblood et Valentine.

## Promotion

### Tournée, lives et apparitions à la télévision
Devançant la sortie de l'album, le groupe s'engage dans un tour promotionnel dans 26 lieux du monde (le meet you there Tour). La tournée a commence le 20 mars 2018 et s'est terminée le 6 juin.
Ils chantent leur premier single Want You Back lors du Tonight Show Starring Jimmy Fallon le 11 avril, et également lors de la saison 14 de l'émission américaine The Voice, le 8 mai. Le 25 mai, le groupe se produit devant des fans sélectionnés par Spotify (Spotify Fans First) à Sydney en Australie.
Le 1er août, le groupe sort Spotify Singles en exclusivité sur Spotify, contenant reprise de la chanson Stay de Post Malone et Lie To Me une des chansons de Youngblood.

### Le documentaire et les vidéos sur l'album
Apple Music publie le documentaire On the record : 5 Seconds of Summer – Youngblood, comportant des détails sur la réalisation de l'album. Apple Music organise également un spectacle de nuit à New York le jour de sortie de l'album pour présenter le court-métrage, pendant lequel le groupe se produit en concert. L'intégralité de la soirée a été publié sur Apple Music.
Le groupe a aussi publié une série de courtes vidéos sur YouTube, intitulées 5SOS Cocktail Chats, où ils décrivent les détails d'écriture de leurs chansons. Sept épisodes sont sortis ainsi chaque lundi pendant sept semaines :
- Épisode 1[13] : Youngblood et Want You Back
- Épisode 2[14] : Lie To Me et Valentine
- Épisode 3[15] : Moving Along et de Talk Fast
- Épisode 4[16] : If These Walls Could Talk et Better Man
- Épisode 5[17] : More et Why Won't You Love Me
- Épisode 6[18] : Empty Wallets
- Épisode 7[19] : Woke Up In Japan et Ghost Of You

## Tournée
La tournée Meet You There Tour passe par le Japon, la Nouvelle-Zélande, l'Australie, le Canada, les États-Unis et l'Europe, à partir du 2 août 2018.

## Singles
Leur premier single, Want You Back est publié par Capitol Records le 22 février 2018.
Le morceau Youngblood est publié en tant que single promotionnel le 13 avril. Il est proposé aux radios américaines (de format contemporary hit radio) le 22 mai en tant que deuxième single de l'album. Il est certifié triple disque de platine par l'Australian Recording Industry Association, disque de platine par Recorded Music NZ, disque d'or par la British Phonographic Industry, et disque d'or par la Recording Industry Association of America.

## Performance commerciale
L'album Youngblood est numéro un des ventes en Australie dès ses débuts, devenant ainsi le troisième album de 5 Seconds of Summer à cette place dans leur pays d'origine, au moment où la chanson-titre Youngblood est numéro un pour la cinquième semaine consécutive pour les ventes de singles.
Aux États-Unis, il devient également leur troisième album numéro un au Billboard 200, avec 142 000 ventes en équivalent-album, dont 117 000 ventes physiques d'albums, faisant d'eux le premier groupe australien à placer trois albums en tête de ce classement aux États-Unis.

## Liste des chansons
| No  | Titre                 | Auteur | Durée |
| --- | --------------------- | --- | ----- |
| 1.  | Youngblood            | Calum Hood, Luke Hemmings, Ashton Irwin, Louis Bell, Andrew Wotman, Alexandra Tamposi                             | 3:23  |
| 2.  | Want You Back         | Calum Hood, Luke Hemmings, Ashton Irwin, Jacob Kasher Hindlin, Andrew Goldstein, Asia Whiteacre, Steve McCutcheon | 2:53  |
| 3.  | Lie to Me             | Calum Hood, Luke Hemmings, Ashton Irwin, Wotman, Tamposi                                                          | 2:30  |
| 4.  | Valentine             | Calum Hood, Luke Hemmings, Ashton Irwin, Michael Elizondo, Justin Tranter                                         | 3:16  |
| 5.  | Talk Fast             | Calum Hood, Luke Hemmings, Michael Clifford, Rami Yacoub, Carl Falk, Tranter                                      | 3:07  |
| 6.  | Moving Along          | Calum Hood, Luke Hemmings, Ashton Irwin, Michael Clifford, Yacoub, Falk, Tranter                                  | 3:17  |
| 7.  | If Walls Could Talk   | Calum Hood, Ashton Irwin, Julia Michaels, Nolan Lambroza, Tranter                                                 | 3:02  |
| 8.  | Better Man            | Luke Hemmings, Michael Clifford, Wotman, Stefan Johnson, Jordan Johnson, Marcus Lomax, Tamposi                    | 3:09  |
| 9.  | More                  | Luke Hemmings, Ashton Irwin, Yacoub, Falk, Wayne Hector, Kristoffer Fogelmark, Albin Nedler                       | 3:14  |
| 10. | Why Won't You Love Me | Luke Hemmings, Ashton Irwin, Jake Sinclair, Rivers Cuomo                                                          | 3:20  |
| 11. | Woke Up in Japan      | Luke Hemmings, Ashton Irwin, Sinclair, Nicholas Ruth, Kevin Fisher, John Theodore Geiger II, Janelle Dolrayne     | 2:37  |
| 12. | Empty Wallets         | Calum Hood, Luke Hemmings, Ashton Irwin, Michael Clifford, Yacoub, Falk, Tranter                                  | 3:07  |
| 13. | Ghost of You          | Luke Hemmings, Ashton Irwin, Goldstein, Daniel Book, Mitchell Collins                                             | 3:17  |

## Certifications
| Pays                  | Certification | Unités certifiées |
| --------------------- | ------------- | ----------------- |
| Australie (ARIA)      | Or            | 35 000            |
| Canada (Music Canada) | Platine       | 80 000            |
| Danemark (IFPI)       | Or            | 10 000            |
| Mexique (AMPROFON)    | Or            | 30 000            |
| Royaume-Uni (BPI)     | Or            | 100 000           |
| Singapour (RIAS)      | Or            | 5 000             |
| Suède (GLF)           | Or            | 15 000            |